# 江山站
江山站位于中华人民共和国浙江省衢州市江山市上余镇，有沪昆铁路、沪昆客运专线途经本站，离杭州站309公里，离株洲站645公里，隶属中国铁路上海局集团金华车务段管辖。客运：办理旅客乘降；行李、包裹托运。货运：办理整车货物发到；不办理整车爆炸品及整车一级氧化剂发到。

## 历史
江山站始建于1933年，位于县城西北。当时车站设有站房100平方米、其中候车室40平方米；站场设有2条股道和1座长200米的站台和1条长170米的装卸线。至1954年，江山站设有候车室87.5平方米，站场设有正线1条、到发线2条、货物线1条、2座旅客站台和1座货运站台:358。1987年车站重建站房。新站房面积2400平方米，站内设有3条到发线；货场设有3条装卸线、4个货物区和4座仓库:268。
2006年5月25日江山站随浙赣铁路电气化工程搬迁至现址。新江山站站房建筑总面积4690.6平方米。其中售票处和候车室位于地面：售票处位于站房西侧，设有4个人工窗口和4个自动售票机；候车室位于站房中部，面积1350平方米。
江山老站房于2013年8月拆除，原址将改建为大型综合性商贸城。2010年10月26日，江山站开行始发动车组列车D5682及D5692次列车。
2010年杭长高铁开工，江山站在普速场北侧新建高速场，同时将车站的货运功能搬迁至上铺站。2014年中旬开始对候车室进行改造，包括调整内部结构、进行内部装修等工程。2014年12月10日，沪昆高速铁路江山站开通，同时还开通始发至北京南方向的G46次列车。
在江山站扩建的过程中，沪昆铁路客运专线浙江有限责任公司常务副总经理高静华、上海铁路局客运处处长时建平（时任金华车务段段长）、浙江铁发集团党委书记毛金民因在杭长高铁江山段工程建设及高铁动车争取过程中起到重大作用，而被江山市人大授予“江山市荣誉市民”称号。
2018年10月车站投资76万人民币对候车室厕所进行改造，于2019年1月完工。
杭衢高铁江山段建设计划重建本站站房、新建横跨站场的进站天桥，并新建二台五线的杭衢场，以及联络高速场的联络线。为配合建设，自2023年9月1日起至2024年1月20日时止，江山站临时停办普速旅客列车客运业务；同时启用位于江山旅游集散中心的过渡站房，同时拆除旧站房；自2024年3月10日起至2024年6月30日止，临时停办高铁列车客运业务。

## 车站结构

### 站房
2024年开工的江山站新站房建筑面积14998平方米，建筑高度为23.5米，主体二层、局部三层，最多可同时接待旅客1500人。
- 售票处
- 候车室
- 候车室显示屏
- 进出站地道

### 站场
江山站有沪昆铁路和沪昆高速铁路经过，分设普速场和高速场。其中普速场二台七线，设有一座侧式站台和一座岛式站台；高速场设有二台四线，上海端咽喉设有折返渡线。站台间设有地下通道，连接站房地下一层出站口和1站台候车室。高速场下行方向设有江山存车线，于2015年7月1日启用，供过夜动车使用。
| 站台 | 侧式站台 | 侧式站台                              |
| 站台 | 1站台    | 沪昆铁路 往昆明方向（上铺站）         |
| 站台 | 通过线   | 沪昆铁路下行列车通过线                |
| 站台 | 通过线   | 沪昆铁路上行列车通过线                |
| 站台 | 2站台    | 沪昆铁路 往上海方向（后溪街站）       |
| 站台 | 岛式站台 |                                       |
| 站台 | 3站台    | 沪昆铁路 往上海方向（后溪街站）       |
| 站台 | 8道      | 沪昆铁路 侧线                         |
| 站台 | 10道     | 沪昆铁路 侧线                         |
| 站台 | 侧式站台 |                                       |
| 站台 | 4站台    | 沪昆高速铁路 往昆明南方向（玉山南站） |
| 站台 | 通过线   | 沪昆高速铁路下行列车通过线            |
| 站台 | 通过线   | 沪昆高速铁路上行列车通过线            |
| 站台 | 5站台    | 沪昆高速铁路 往上海虹桥方向（衢州站） |
| 站台 | 侧式站台 |                                       |

## 旅客列车目的地
目前有53班旅客列车在江山站办理客运业务，其中始发终到车8对（包括G191/178次进京列车一对）。
| 列车所属路局 | 目的地 |
| ------------ | --- |
| 成都铁路局   | 贵阳、贵阳北、上海虹橋                                                                                                |
| 广州铁路集团 | 长沙南、上海虹橋、上海南、深圳                                                                                        |
| 南昌铁路局   | 福州、杭州东、九江、上海虹橋、厦门北                                                                                  |
| 南宁铁路局   | 南宁东、上海虹橋、湛江                                                                                                |
| 上海铁路局   | 成都东、广州、广州南、贵阳、杭州、杭州东、怀化南、南昌西、南京南、温州、厦门北、 始发：合肥南、上海虹桥、北京南、徐州 |

### 始发列车
- G191/178次列车：运行区间江山-北京南，开行于2014年12月10日[29]，原车次G45/46次[30]。
- G7361/7364次列车：运行区间杭州东-江山-上海虹桥
- G7374/7371、G7372/7373次列车：运行区间江山-阜阳西
- G7365/7366次列车：运行区间上海南-江山-上海虹桥
- G7378/7385、G7376/7377次列车：运行区间江山-合肥南
- G7694/7691、G7692/7693次列车：运行区间江山-合肥南
- G7698/7697、G7696/7695列车：运行区间江山-淮北

- K8372次列车：2007年4月18日由原衢州-淮北5015/5016延伸而成，车次改为5071/5072次[31]，2009年4月1日车次改为K8371/8372次[32]，2017年12月28日起至2019年4月10日曾由开化站始发终到[33][34]（2019年1月21日至3月2日期间曾短暂恢复为江山站始发终到[35]），2019年12月20日起K8372次改为徐州终到[36]；2020年10月11日列车运行区间改为徐州-福州[37]
- D5677/5692次列车：运行区间运行区间江山-南京；运行交路合肥-D5677次-江山-D5692次-南京-金华-合肥。2010年10月26日开行，当时终到杭州站[11]；2011年7月1日起改为改为合肥始发、南京南站终到[38][39]；2012年3月20日改为南京终到[40]，2014年12月10日停运。
- D5691/5682次列车：运行区间运行区间江山-上海虹桥；运行交路杭州-D5691次-江山-D5682次-上海虹桥-义乌-上海虹桥；2009年3月6日开行杭州至衢州D675次列车；2010年10月26日开行江山-杭州D5692次0.5对；同时杭州～衢州动车延伸至江山站终到，车次改为D5691次[11]。2014年12月10日停运。
- K8457/K8458次：运行区间徐州-江山。2008年1月16日，原衢州-南通N458/459、N460/457次列车运行区间调整为江山-宿州-杭州[41]，2008年4月18日运行区间改为江山-徐州-杭州-江山，车次改为N458/457/549次列车[42]，同年6月11日由调整为徐州-江山N457/458次列车[43]；2009年4月1日车次改为K8457/K8458次[44]，2014年12月10日起停运[45]。
- T7761/7762次列车：运行区间江山-杭州，原车次5089/5090次[46]。2009年2月21日起由绿皮车升级为中国铁路25Z型客车[47]，4月1日改为T7761/7762次列车[48]；2010年10月26日停运[11]。
- 5085/5086次列车：运行区间江山-上海；于2001年5月11日由原上海-衢州列车延伸而成[49]。2006年4月1日延伸至上饶站始发[50]，2007年4月18日停运[51]。